# Santa Rosa (La Pampa)
Santa Rosa es una ciudad argentina, capital de la provincia de La Pampa y cabecera del departamento Capital. Su zona rural se extiende también sobre el departamento Toay. Constituida por 62 barrios, está situada geográficamente en el centro del país, en un contexto de transición entre la estepa templada y estepa seca (pampa seca y pampa húmeda).
Fundada el 22 de abril de 1892 como Santa Rosa del Toay, fue sucesivamente capital del Territorio Nacional de La Pampa (1900-1951), de la provincia Eva Perón (1951-1956) y finalmente de la provincia de La Pampa (1956-actualidad). El nombre «Santa Rosa del Toay» permaneció vigente hasta el 1 de mayo de 1916.

## Historia

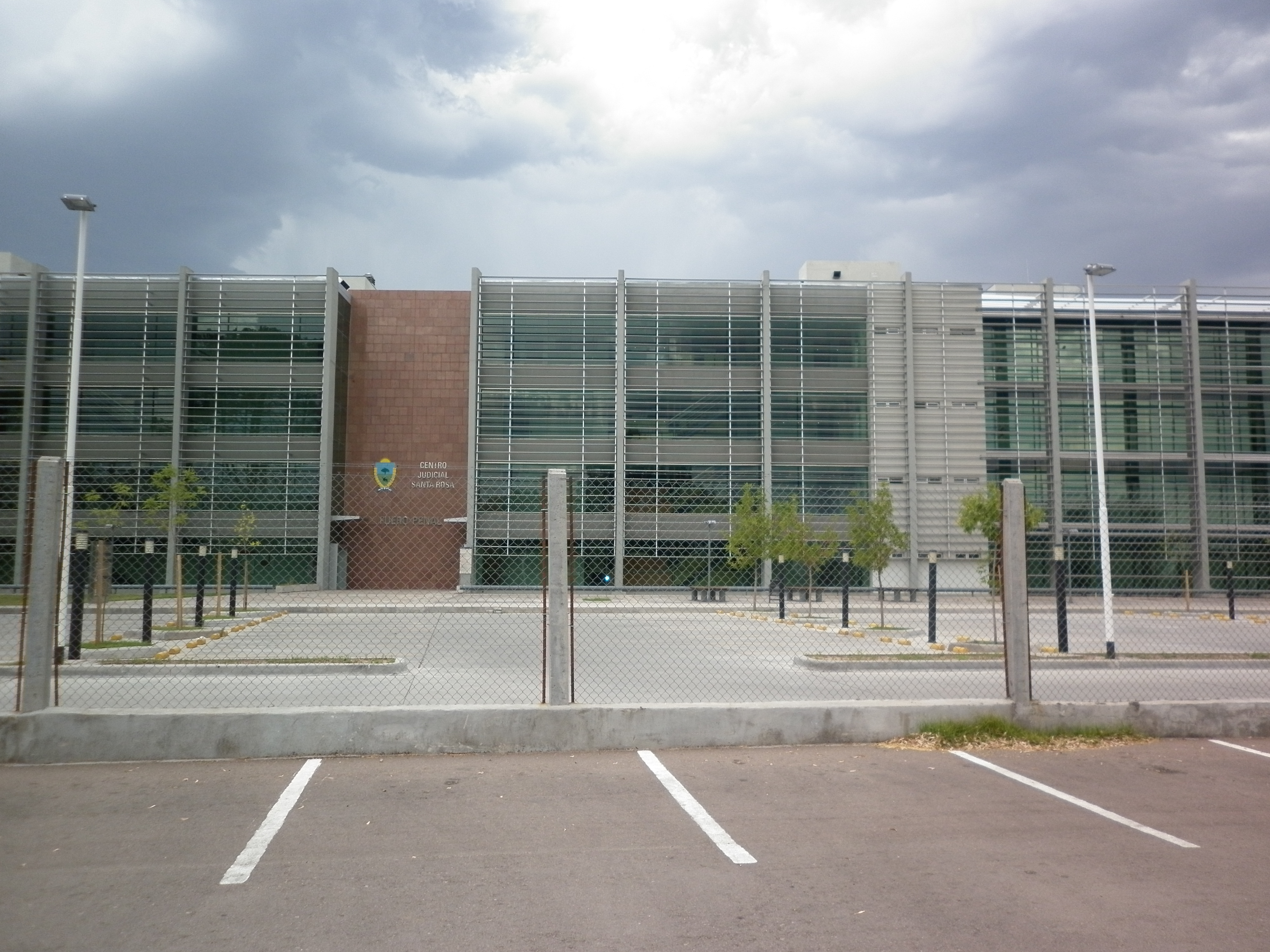
Centro Judicial de Santa Rosa.

De acuerdo a la Ley de Remate de 1882 y a la Ley de Premios, el coronel Remigio Gil, adquirió 20 000  Ha por haber participado en la Campaña del desierto, con las que quiso poner en marcha un establecimiento ganadero en 1883, lográndolo en 1885. Ubicando a su yerno Tomás Mason, como administrador del mismo.

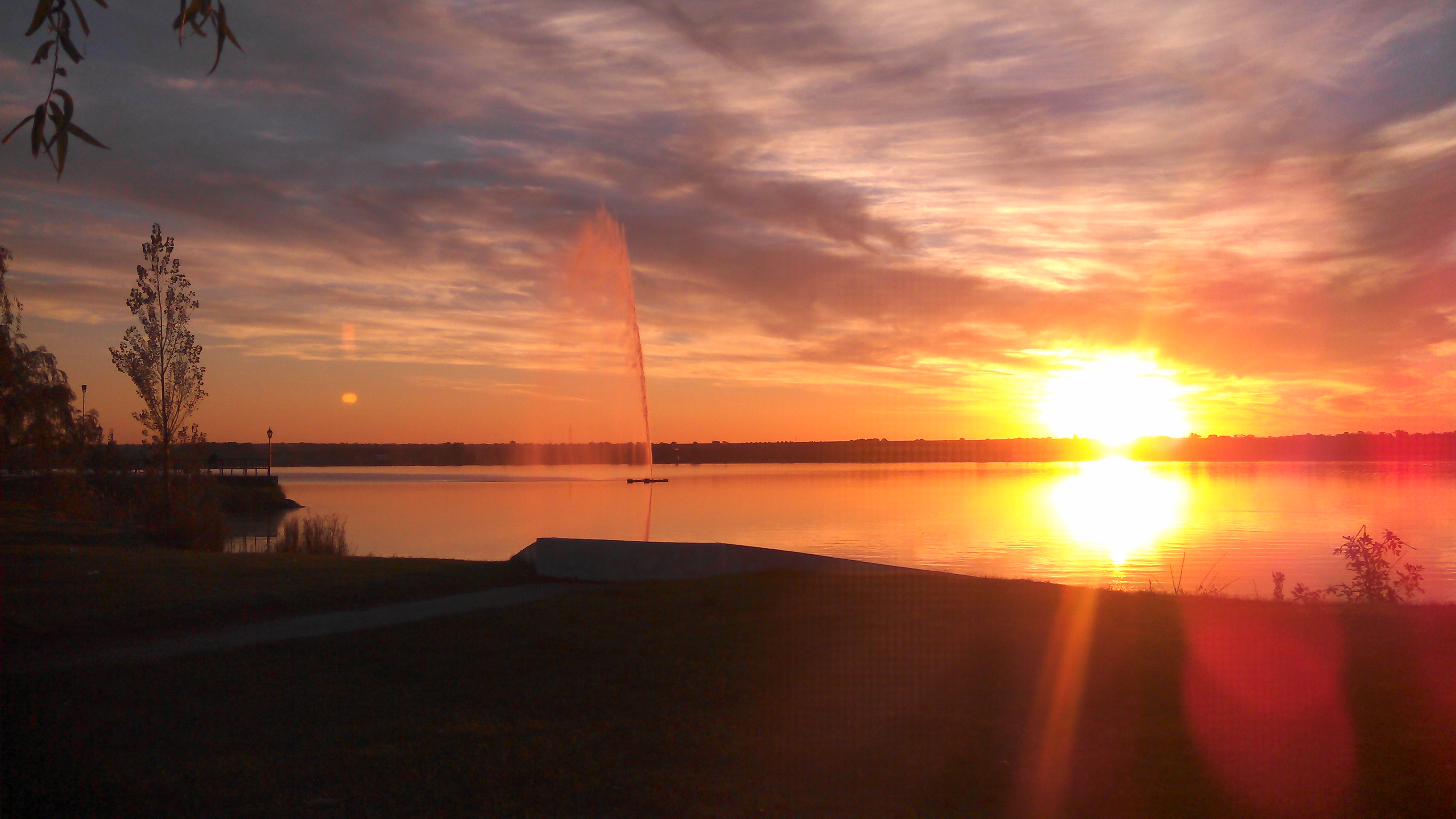
Atardecer en Santa Rosa, La Pampa.

El 22 de abril de 1892 es el día de la fundación para la pequeña población. Don Tomas Mason pronunció unas palabras alusivas en el centro del potrero destinado a plaza.[cita requerida] Se cavaron los cimientos del futuro edificio municipal y luego hubo vítores y hurras, bombas de estruendo y reparto de pañuelos de seda con los colores de la Patria. La fiesta terminó con asado con cuero, galleta y vino.
La población siguió en aumento. Llegaron familias como Gamboa, Colomés, Colombato, Etcheverry, Alagis, Perroud, Toschino y otros. Como vemos, la fundación de Santa Rosa no tuvo la pompa y las rígidas ceremoniales de otras ciudades, solo la voluntad inquebrantable de un hombre que supo transmitir su fe y su entusiasmo a un grupo de personas llegadas desde lejanos horizontes. Los pobladores se fueron consolidando y multiplicando, sumando experiencia y afirmando su organización social y política.
Santa Rosa del Toay, al año de su fundación, albergaba alrededor de 800 habitantes y contaba con una escuela para niñas y niños, siendo la primera maestra, la señorita Enriqueta Schmidt. Ya se realizaban elecciones en el Concejo Deliberante (llamado en ese entonces Consejo Municipal). En 1894 se inaugura la actual Institución Policial, y el 30 de agosto de 1895 le sigue la Iglesia de Santa Rosa de Toay.
En 1900, el gobernador Dr. José Luro durante su gobierno, trasladó la capital del territorio desde General Acha a Santa Rosa del Toay.
Al año del establecimiento del Coto de Caza, del Dr. Pedro O. Luro (1903), el P.E.N. decretó que Santa Rosa del Toay, se convertía definitivamente en capital del Territorio Nacional de La Pampa Central.
Hacia 1921, se fundó el Club "El Círculo", para reuniones de interés cultural, en abril de 1923 se crea el Club All Boys, dos meses después, el Club Santa Rosa, el 12 de agosto de 1928 el Club Estudiantes. En ese mismo año se construyeron los primeros chalets del barrio Fitte.
En 1952 se logró la provincialización, siendo Santa Rosa su capital como lo era en el territorio y en 1958 se crea la Universidad Nacional de La Pampa, que es nacionalizada en 1973. Pese a la condición de territorio, La Pampa y en este caso particular, Santa Rosa, vivieron entonces una intensa vida política. Gran parte de la labor política se relacionó con la lucha por la provincialización.
La Pampa se hizo provincia en 1952, conformándose el primer gobierno constitucional. El ejercicio del gobierno autónomo en Santa Rosa tuvo  una experiencia todavía corta. El 9 de julio de 1950 se instaló en Santa Rosa la primera filial del interior del país de Radio del Estado, luego Radio Nacional. La provincialización trajo por primera vez el pavimento a las cuadras céntricas santarroseñas, junto con la ampliación y embellecimiento de la principal avenida Av San Martín y en 1954 comienza la construcción del Centro Cívico.
El 9 de junio de 1956, Santa Rosa fue tomada por un grupo cívico-militar que a nivel nacional encabezaban los generales Tanco y Valle. Este movimiento quería reivindicar al depuesto presidente electo Juan Domingo Perón, quien había tenido que salir del país cuando se produjo el golpe militar de 1955, denominado Revolución Libertadora, comandada por Gral. Aramburu.
La sublevación finalizó el 10 de junio, cuando el coronel Saravia, comandante del 13 de Caballería con asiento en Toay avanzó sobre Santa Rosa, al mismo tiempo que los Catalina de la Marina de Guerra bombardeaban Radio Nacional.
En este período avanzaron algunas obras trascendentales para la ciudad. A fines de la década de 1950 tomó fuerza la construcción del nuevo Centro Cívico de Santa Rosa, proyecto del Arquitecto Clorindo Testa y al mismo tiempo se construyó el nuevo Palacio de Correos (ambos se terminaron en 1963). La vieja Iglesia de Santa Rosa fue demolida y reemplazada por la nueva Catedral de Santa Rosa, con su fachada moderna definitiva armada con hexágonos de hormigón, concluida en 1971. Otro hito urbano de la década fue el Hotel Calfucurá, inaugurado en 1967, que con sus trece pisos pasó a destacarse en una ciudad que todavía no tenía gran altura.

En 2005, se decidió en la construcción en terrenos de la Laguna Don Tomás, de un Mega Estadio Polideportivo cubierto
, el que se inauguraría a mediados de 2007 para la disputa de los XVI Juegos Binacionales de la Araucanía; estadio que, luego de quince años de obras, aún no finalizó su construcción.

Juan Carlos Tierno, electo Intendente Municipal en octubre de 2007, fue destituido de su cargo el 6 de marzo de 2008, luego de una serie de manifestaciones populares conducentes a un Golpe de Estado, que se oponían a su forma de gobernar, caracterizada por el respaldo de amplios sectores sociales, y la firme seguridad y finanzas fiscales aseguradas, por el gobernador Oscar Mario Jorge. Luego de una intervención decretada por el gobernador, que duró hasta el 31 de agosto, y llamado a elecciones anticipadas, el candidato radical a la intendencia de Santa Rosa, Francisco Torroba quien obtuvo 26.269 votos, ganó la contienda electoral sobre el justicialismo, que logró 19.194 votos. Mientras el Frepam sumó 6.146 votos con respecto a los que obtuvo el 28 de octubre de 2007 cuando quedó segundo, Tierno perdió 3.575 sufragios. Detrás de las dos fuerzas que polarizaron los sufragios quedaron Juan Carlos Suárez de Unidad por Santa Rosa con 2.353 votos (4,4%), Rita Bustillo del ARI, con 1.689 (3,2%), el MOFEPA con Juan José Bretón 991 y el pastor evangélico Hugo González con Nuevo Tiempo con 999. De esta manera las últimas fuerzas partidarias no logarían siquiera hacer ingresar un edil al Concejo Deliberante, que quedaría conformado por siete representantes del FREPAM y cinco del Partido Justicialista.

En diciembre de 2009, casi ocho años después del proyecto original, la presidenta en ejercicio, Cristina Fernández de Kirchner, inauguró el Centro Judicial de Santa Rosa, construido en un predio junto a la Laguna Don Tomás de 24 000 metros cuadrados.

En 2011, Luis Larrañaga,  de Partido Justicialista, ganó la intendencia de Santa Rosa, con 22.649
votos (41,87%); luego lo siguen, Francisco Torroba con 21.913 votos (40,51%), José Carlos Muñoz con 5.353 votos (9,90%), Ricardo Marisco con 2.876 votos (5,3%) y por último, José Antonio Vázquez con 1.306 votos (2,41%). Del total habilitado (81.126 electores) votaron 64.513 personas (79,52%).

En 2015, en las elecciones Provinciales, la Intendencia fue ganada por Leandro Altolaguirre de la UCR, quien asumió en su cargo junto a Carlos Verna  (Gobernador Electo en la Provincia, por el Partido Justicialista) y demás mandatarios provinciales, el 10 de diciembre.

## Geografía

Plano céntrico de la Ciudad de Santa Rosa

Santa Rosa fue fundada en el extremo occidental de la llanura pampeana, en la franja de contacto de dos ambientes naturales distintos: el fin de la llanura y el comienzo de los terrenos quebrados de los valle pampeanos.
La ciudad ocupa parte de una cuenca centrípeta que tiene su nivel de base en la Laguna Don Tomás, hacia donde drenan las aguas pluviales del área circundante.
La superficie edificada se extiende al oeste de la misma, en terrenos ondulados donde las mayores alturas se encuentran en el este, con dos pequeñas mesetas ubicadas a 200 m s. n. m. Este borde elevado se observa también al norte, con alturas de hasta 195 m s. n. m. Desde aquí el relieve desciende hacia el oeste y el sur, con pendientes que en algunos sectores son pronunciadas, ya que superan el 3%.
El sector sudoeste es la zona más baja y menos ondulada, descendiendo a 167 m s. n. m.

### Clima
El clima es pampeano templado con un promedio en enero de 24 °C con máximas absolutas de hasta 42 °C y una media de 7 °C en julio; si bien puede bajar hasta 0 °C.
Las precipitaciones anuales son 685,8 mm. La temperatura media anual es de 13 °C y la humedad relativa promedio anual es de 68 %. Como toda localidad de la Región Pampeana, posee un clima con dos hemiciclos, que cada 50 años se alternan entre el Hemiciclo Húmedo, que debido a frecuencia elevada de las lluvias, posibilita desarrollar una intensa actividad agrícola-ganadera (el último registro de este fenómeno fue entre 1870 y 1920) y el Hemiciclo Seco, que corre las isoyetas más secas al este, unos 300 km, provocando desastres sociales y económicos de grave envergadura, con lamentadas migraciones masivas de pueblos pampeanos (transcurrió entre 1920 y 1970). Desde 1973 se ha vuelto al Húmedo, desconociéndose a ciencia cierta su terminación, probablemente hacia 2020. A ello se suman los prolongados períodos de heladas, se concentran entre junio y septiembre y vientos persistentes y desecantes que junto con las precipitaciones atacan los suelos sumamente sensibles a la erosión, dejando al descubierto amplios manchones de tosca (carbonato de calcio), cavando cárcavas o construyendo médanos.
Durante la década de 1960 en la estación meteorológica del SMN (Periodo 1950 - 1990), se registró una temperatura mínima absoluta para esa estación de -12,7 °C (13-junio-1967).
| Parámetros climáticos promedio de Santa Rosa Aero, La Pampa | Parámetros climáticos promedio de Santa Rosa Aero, La Pampa | Parámetros climáticos promedio de Santa Rosa Aero, La Pampa | Parámetros climáticos promedio de Santa Rosa Aero, La Pampa | Parámetros climáticos promedio de Santa Rosa Aero, La Pampa | Parámetros climáticos promedio de Santa Rosa Aero, La Pampa | Parámetros climáticos promedio de Santa Rosa Aero, La Pampa | Parámetros climáticos promedio de Santa Rosa Aero, La Pampa | Parámetros climáticos promedio de Santa Rosa Aero, La Pampa | Parámetros climáticos promedio de Santa Rosa Aero, La Pampa | Parámetros climáticos promedio de Santa Rosa Aero, La Pampa | Parámetros climáticos promedio de Santa Rosa Aero, La Pampa | Parámetros climáticos promedio de Santa Rosa Aero, La Pampa | Parámetros climáticos promedio de Santa Rosa Aero, La Pampa |
| Mes                                                         | Ene.                                                        | Feb.                                                        | Mar.                                                        | Abr.                                                        | May.                                                        | Jun.                                                        | Jul.                                                        | Ago.                                                        | Sep.                                                        | Oct.                                                        | Nov.                                                        | Dic.                                                        | Anual                                                       |
| ----------------------------------------------------------- | ----------------------------------------------------------- | ----------------------------------------------------------- | ----------------------------------------------------------- | ----------------------------------------------------------- | ----------------------------------------------------------- | ----------------------------------------------------------- | ----------------------------------------------------------- | ----------------------------------------------------------- | ----------------------------------------------------------- | ----------------------------------------------------------- | ----------------------------------------------------------- | ----------------------------------------------------------- | ----------------------------------------------------------- |
| Temp. máx. abs. (°C)                                        | 44.9                                                        | 42.2                                                        | 40.7                                                        | 35.9                                                        | 31.8                                                        | 26.8                                                        | 26.7                                                        | 34.4                                                        | 34.4                                                        | 36.0                                                        | 39.1                                                        | 42.0                                                        | 44.9                                                        |
| Temp. máx. media (°C)                                       | 31.5                                                        | 29.9                                                        | 27.3                                                        | 22.7                                                        | 18.2                                                        | 15.1                                                        | 14.5                                                        | 17.6                                                        | 20.3                                                        | 23.0                                                        | 27.1                                                        | 30.3                                                        | 23.1                                                        |
| Temp. media (°C)                                            | 23.8                                                        | 22.2                                                        | 19.7                                                        | 15.2                                                        | 11.3                                                        | 8.1                                                         | 7.4                                                         | 9.6                                                         | 12.5                                                        | 15.8                                                        | 19.6                                                        | 22.7                                                        | 15.7                                                        |
| Temp. mín. media (°C)                                       | 16.5                                                        | 15.2                                                        | 13.4                                                        | 9.5                                                         | 6.1                                                         | 3.0                                                         | 2.1                                                         | 3.5                                                         | 5.9                                                         | 9.2                                                         | 12.4                                                        | 15.2                                                        | 9.3                                                         |
| Temp. mín. abs. (°C)                                        | 5.8                                                         | 3.8                                                         | 0.3                                                         | -3.0                                                        | -8.1                                                        | -8.9                                                        | -10.9                                                       | -10.0                                                       | -6.9                                                        | -2.2                                                        | -1.2                                                        | 2.0                                                         | -10.9                                                       |
| Precipitación total (mm)                                    | 95.3                                                        | 88.3                                                        | 99.0                                                        | 63.8                                                        | 32.1                                                        | 17.3                                                        | 18.8                                                        | 26.9                                                        | 49.7                                                        | 90.2                                                        | 75.9                                                        | 96.1                                                        | 753.4                                                       |
| Días de precipitaciones (≥ 1 mm)                            | 8.3                                                         | 7.2                                                         | 7.2                                                         | 6.1                                                         | 4.7                                                         | 4.2                                                         | 4.3                                                         | 3.5                                                         | 5.3                                                         | 8.3                                                         | 7.6                                                         | 8.0                                                         | 74.7                                                        |
| Horas de sol                                                | 306.9                                                       | 248.6                                                       | 226.3                                                       | 183.0                                                       | 151.9                                                       | 132.0                                                       | 145.7                                                       | 179.8                                                       | 180.0                                                       | 210.8                                                       | 279.0                                                       | 297.6                                                       | 2556.8                                                      |
| Humedad relativa (%)                                        | 57.1                                                        | 62.9                                                        | 68.4                                                        | 70.7                                                        | 75.8                                                        | 73.6                                                        | 70.2                                                        | 62.7                                                        | 60.0                                                        | 62.1                                                        | 56.5                                                        | 53.3                                                        | 64.4                                                        |
| Fuente: Servicio Meteorológico Nacional                     |                                                             |                                                             |                                                             |                                                             |                                                             |                                                             |                                                             |                                                             |                                                             |                                                             |                                                             |                                                             |                                                             |

## Gobierno

### AdministraciónProvincial

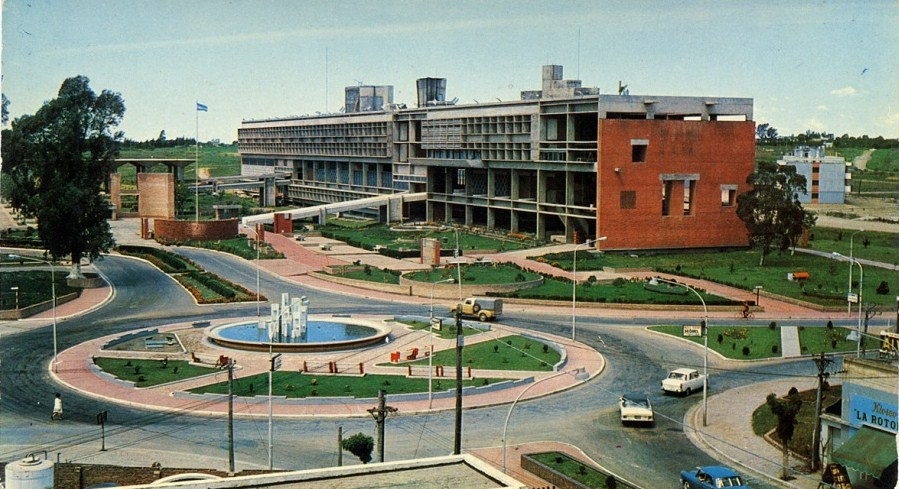
Aspecto original de la Casa de Gobierno (ca. 1965). Hoy luce otros colores.

La Provincia de La Pampa tiene sede en la ciudad de Santa Rosa, por lo tanto en la ciudad se alojan los poderes que administran la provincia, el poder ejecutivo que es ejercido por el gobernador de la provincia (electo a través del voto), el poder legislativo que está a cargo del vicegobernador, quien preside el parlamento, electo en conjunto con el gobernador, y el poder judicial que es ejercido por el Superior Tribunal de Justicia.
El gobernador ejerce su cargo en la Casa de Gobierno, ubicada en el Centro Cívico, también allí, el vicegobernador y los diputados provinciales, legislan en la Cámara de Diputados. Finalmente, el poder judicial es ejercido por Superior Tribunal de Justicia (con sede en el Centro Cívico y en el Centro Judicial).
Los cargos son renovados cada 4 años, al igual que los del resto de las provincias y los cargos nacionales.

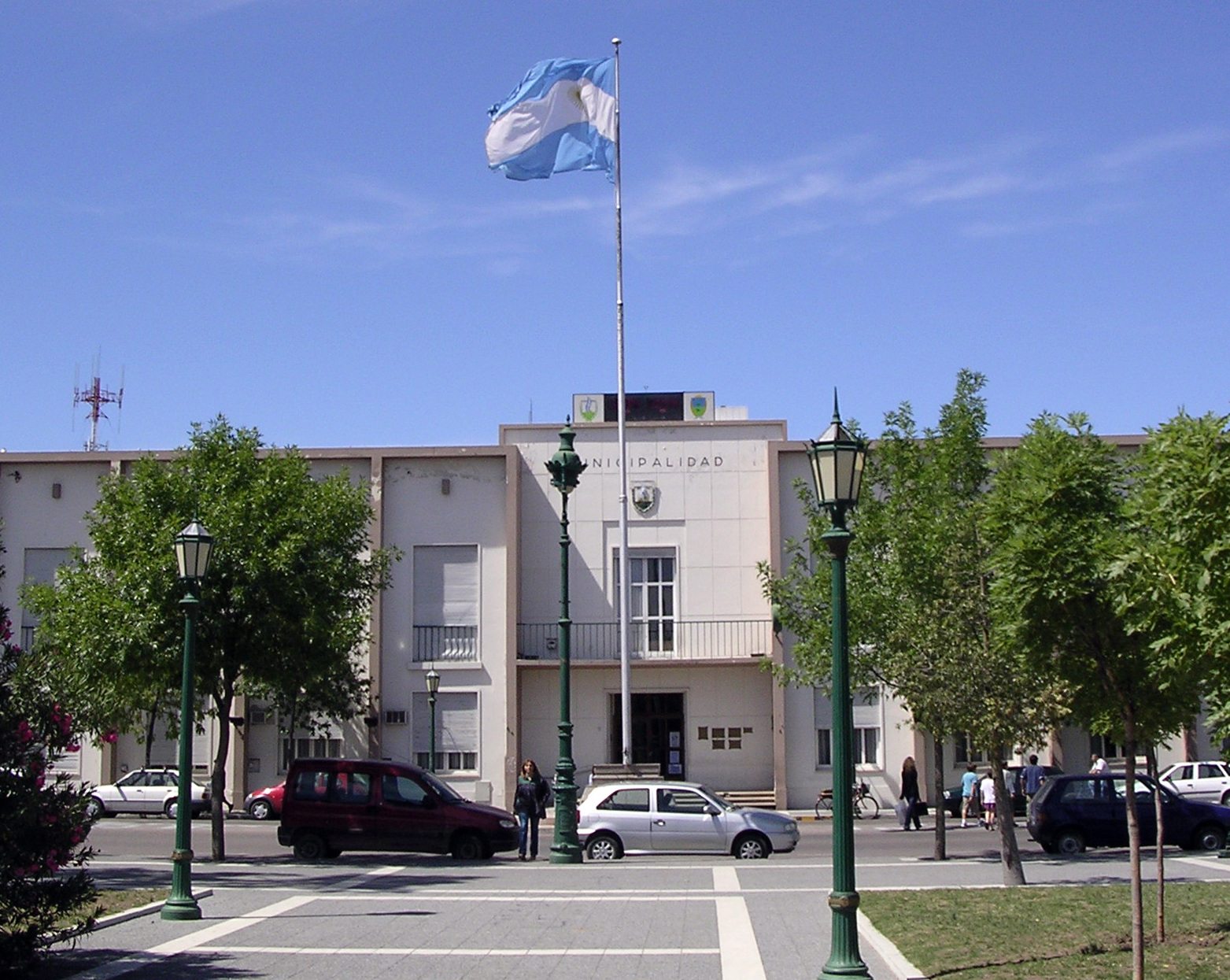
El edificio municipal de Santa Rosa

### Administración Municipal
El Poder Ejecutivo de la ciudad es llevada a cabo por el Intendente, actualmente Luciano di Napoli, quien se encarga de la administración de la ciudad. 
El Poder Legislativo Concejo Deliberante, está compuesto por 12 Concejales: Paula Grotto, Alba Fetnandez, Natalia Sueldo, Juan Lima, José Depetris, Mariano Rodríguez Vega y Analia Torres - Frente Justicialista Pampeano; Pablo Pera Ibarguren, Claudia Giorgis y Gustavo Estavilla - FrePam; Marcelo Guerrero - Propuesta Federal y Fabiana Castiñeira - Comunidad Organizada.
El Juzgado Municipal de Faltas está a cargo de la Juez de Faltas, que actualmente es César Ortiz.
Fueron intendentes (desde 1983):
Eduardo Molteni - PJ (1983-1987)
Manuel Baladrón - PJ (1987-1991)
Óscar Mario Jorge - PJ (1991-2003)
Néstor Alcala - PJ (2003-2007)
Juan Carlos Tierno - PJ (2007-2008)
Gustavo Fernandez Mendia - PJ (interventor) (2008)
Francisco Torroba - UCR (2008-2011)
Luis Larrañaga - PJ/FPV (2011-2015)
Leandro Altolaguirre - UCR/Cambiemos (2015-2019)
Luciano Di Nápoli - PJ/FdT/UxP (2019-actualidad)

## Economía
Se encuentran sedes de importantes como "Gente de La Pampa", y también de organizaciones como UNILPA (siglas de "Unión Industrial de La Pampa), que en la ciudad hay una de las dos sedes de esta asociación. Todas las empresas de la ciudad están unidas a ella. Entre las industrias que están instaladas en la ciudad se encuentran: Madereras, Aserraderos, Carpinterías, Heladerías Artesanales, Aguadas, Rectificadoras, fábricas de transformadores, fábricas de mosaicos, de jugos (bebida), entre otros. También se instaló la firma Montenegro, que recibió del gobierno de la provincia de La Pampa un crédito de más de u$s 10.000.000, pero que nunca se puso en marcha. Desde el bum de la construcción (año 2007) dicha industria ha logrado construir en Santa Rosa alrededor de 81 edificios de alto, de entre 7 y 14 pisos poco común en estos tiempos y esta actividad sigue latente hoy día, unas de las pocas ciudades donde más se ha desarrollado la construcción potencialmente. La ciudad cuenta hoy con más de cien edificios de altura sumando los más antiguos, basta observar lo expuesto por Google Earth.
Turismo
En cuanto al turismo, la ciudad de Santa Rosa posee tres principales atractivos turísticos: dos que se encuentran dentro de ella, el Parque Recreativo Don Tomás y el Casino Club. El tercero, que si bien no está propiamente dentro de los lindes de la ciudad pero cuya proximidad hacen que se pueda incluir como otra atracción de la ciudad, es el Parque Luro. Estos atractivos, los podemos especificar de esta forma:

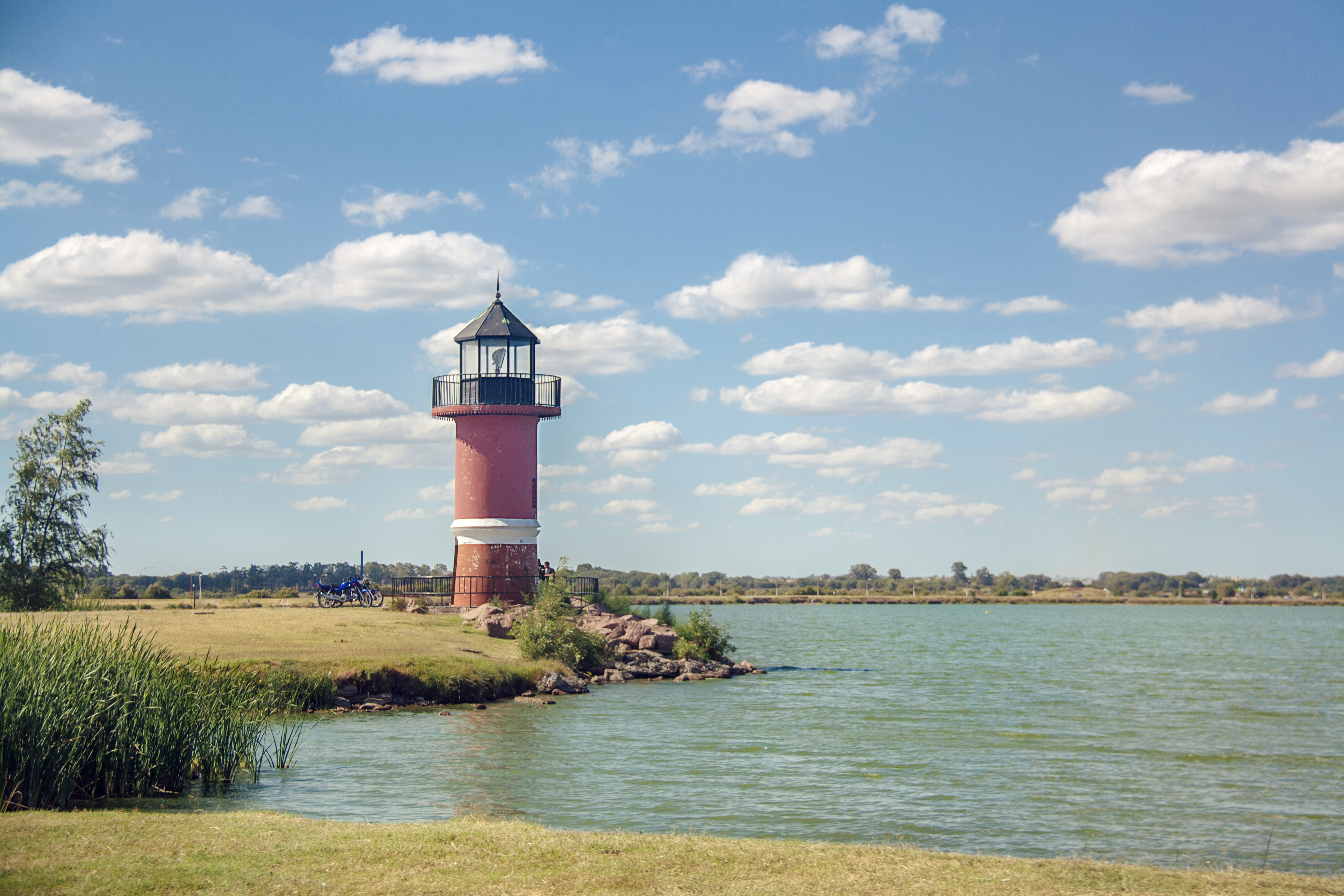
Faro en la Laguna Don Tomás.

Laguna Don Tomás: el "Parque Recreativo Don Tomás" se trata de un espacio de más de 500 ha, con frondosa arboleda, que permite el esparcimiento y la práctica deportiva, así como también el camping, ubicado al oeste de la ciudad. En lo que a infraestructura pública respecta, el Parque cuenta con la Pista de Atletismo de solado sintético, que permite el desarrollo de competencias nacionales e internacionales de alto nivel. Cuenta además con un complejo polideportivo disponible para quienes deseen practicar canotaje, tenis, fútbol, vóley, sóftbol, ciclismo, atletismo, gimnasia, natación, básquet y otras disciplinas. El "Parque", o como se lo conoce habitualmente, la "Laguna", ha sido a lo largo del tiempo, mejorada con diversas instalaciones recreativas, entre las que se cuentan:
- Recreo La Isla
- Isla de los Niños
- Mirador de la Cruz
- El Faro
- Estancia La Malvina
- El Pamperito (ferrocarril de trocha angosta) -en desuso-
- El Salitrero (buque para excursiones en la laguna) -en desuso-

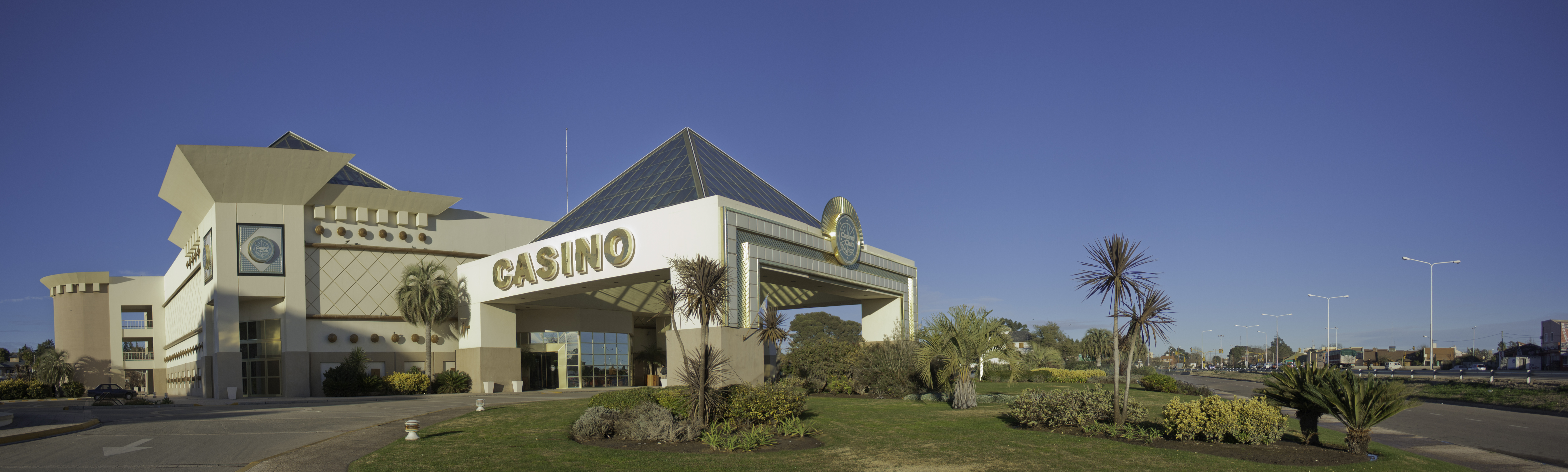
Casino Club de Santa Rosa.

Casino Club: se trata de los grandes atractivos que posee la ciudad como lugar de entretenimiento. En su parte externa impacta con bellas fuentes, iluminación y la gran capacidad para el estacionamiento. En su parte interna ofrece sala de juegos en dos plantas, salón vip, restaurante, una confitería y espectáculos semanales para los cuales se invita a reconocidos artistas, desde Soledad Pastorutti a Nicola Di Bari, pasando por Jean Carlos, José Vélez y La Mosca.
Parque Luro: otro atractivo turístico es la Reserva Natural del Parque Luro a muy pocos km de la ciudad de Santa Rosa (al sur, sobre la ruta nacional 35). Tiene una extensión de 7660 ha de las cuales 1600 están abiertas a la exploración y al público. Durante los meses de marzo y abril se produce la época de celo del ciervo colorado (una especie introducida en el lugar). En este período, los machos se movilizan hacia donde están las hembras emitiendo fuertes sonidos que se conoce con el nombre de brama. Es en este tiempo en que los machos dominantes lucharán con sus rivales para conservar a sus hembras. Esta actividad ha sido promocionada fuera del país, por lo que muchos extranjeros visitan el parque en esta época del año. Entre otras actividades es la visita guiada al edificio que fue la residencia de José Luro, hoy convertido en el museo "El Castillo", declarado Monumento Histórico Nacional. También hay caminatas guiadas por la reserva, paseos en bicicleta, campamentos, etc. También cuenta con servicio de restaurante, parrillas, pileta, y cabalgatas.
Además hay museos como el Museo Verde (o de Arte) y el Museo de Historia Natural; La Rural, que es un predio donde se realizan exposiciones, ferias, festivales, entre otros, incluyendo la instalación de parques de diversiones en dos ocasiones; hay teatros que están mencionados en la sección de "cultura".

## Vías de Comunicación y Medios de Transporte

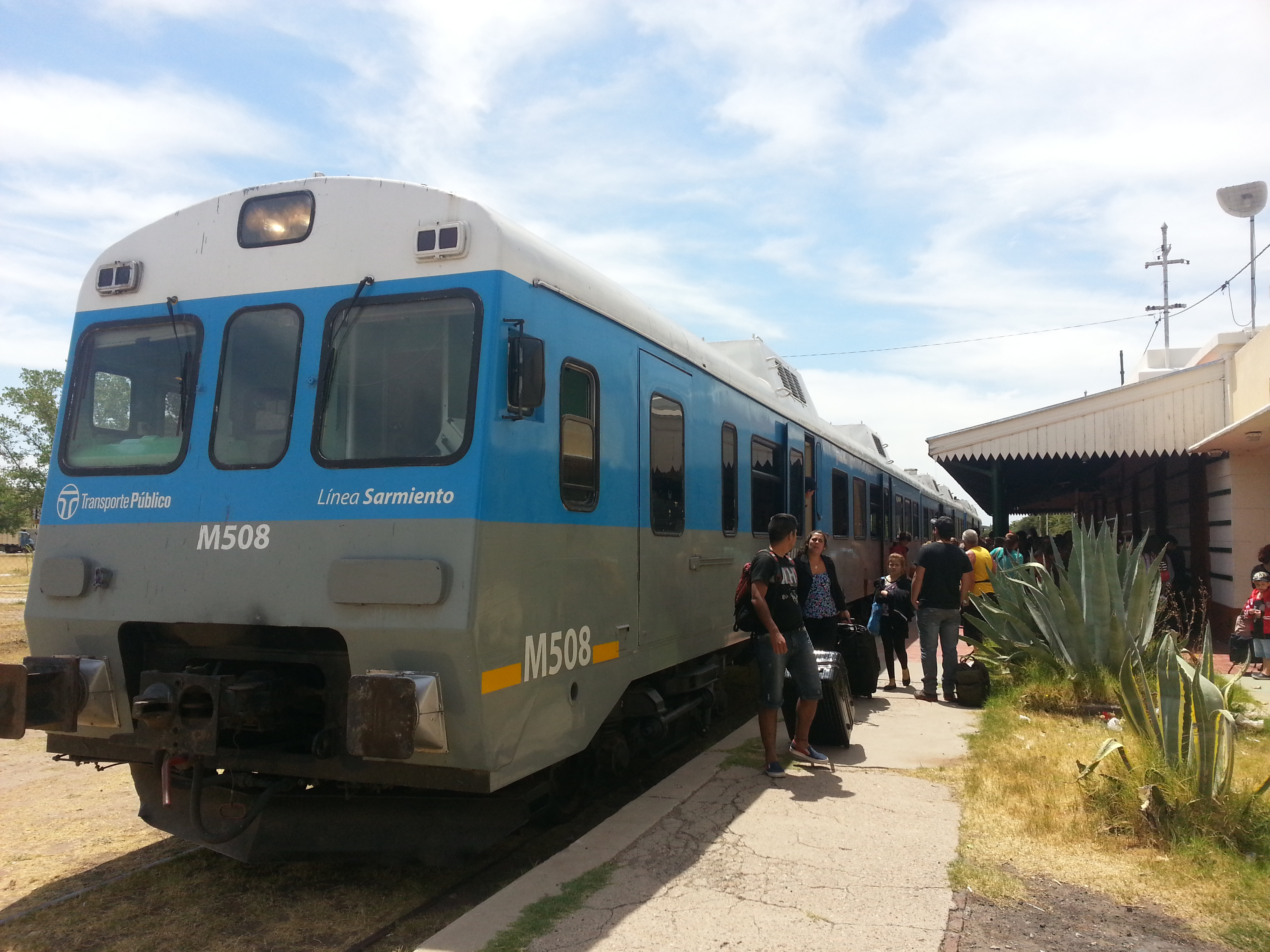
Tren de pasajeros detenido en la estación Santa Rosa.

La ciudad es atravesada por dos importantes rutas nacionales: la Ruta Nacional N.º 35, que une Santa Rosa con la ciudad de Río Cuarto, hacia el norte, conectándose asimismo hacia el sur, con Bahía Blanca; y la Ruta Nacional N.º 5, que enlaza, hacia el este, Santa Rosa con Lujan. Ambas rutas conectan además con la red vial provincial.

### Transporte Urbano e Interurbano
El servicio de transporte urbano de la ciudad, es prestado por el Ente Municipal de Transporte Urbano (E.M.T.U.), un organismo estatal, que asumió la prestación del servicio público para el transporte de pasajeros, luego de la desvinculación de la empresa Autobuses Santa Fe, por la rescisión del contrato. 
El servicio es prestado desde el 1 de junio de 2020, avanzando en el año y medio que lleva de gestión, en la capitalización de la empresa y en la compra de nuevas unidades.
Respecto al transporte interurbanos, es operados por la empresa Dumas cat, que ofrece el servicio de conectar Santa Rosa, con la ciudad de Toay. La misma empresa cubre el trayecto Santa Rosa - General Pico, otras empresas de autobuses y minibuses, cubren diferentes trayectos uniendo a Santa Rosa con otras localidades de la provincia.
En julio de 2014 la ciudad volvió a contar con un servicio ferroviario semanal prestado por Trenes Argentinos Operaciones en vinculación de la estación Santa Rosa con la estación Once de Septiembre, ubicada en la Ciudad Autónoma de Buenos Aires, mediante un transbordo en Catriló.
A 2016 este tren se encuentra cancelado (temporalmente? hace 8 años) por afectación de vías.
Al mismo tiempo, existe el Aeropuerto de Santa Rosa que se encuentra ubicado a unos 4.5 km hacia el noreste del centro de Santa Rosa, y tiene conexión aérea con Buenos Aires (Aeroparque Jorge Newbery. El aeropuerto tiene acceso por la Ruta Nacional 35, km 330 y es operado por Aeropuertos Argentina 2000.

## Demografía

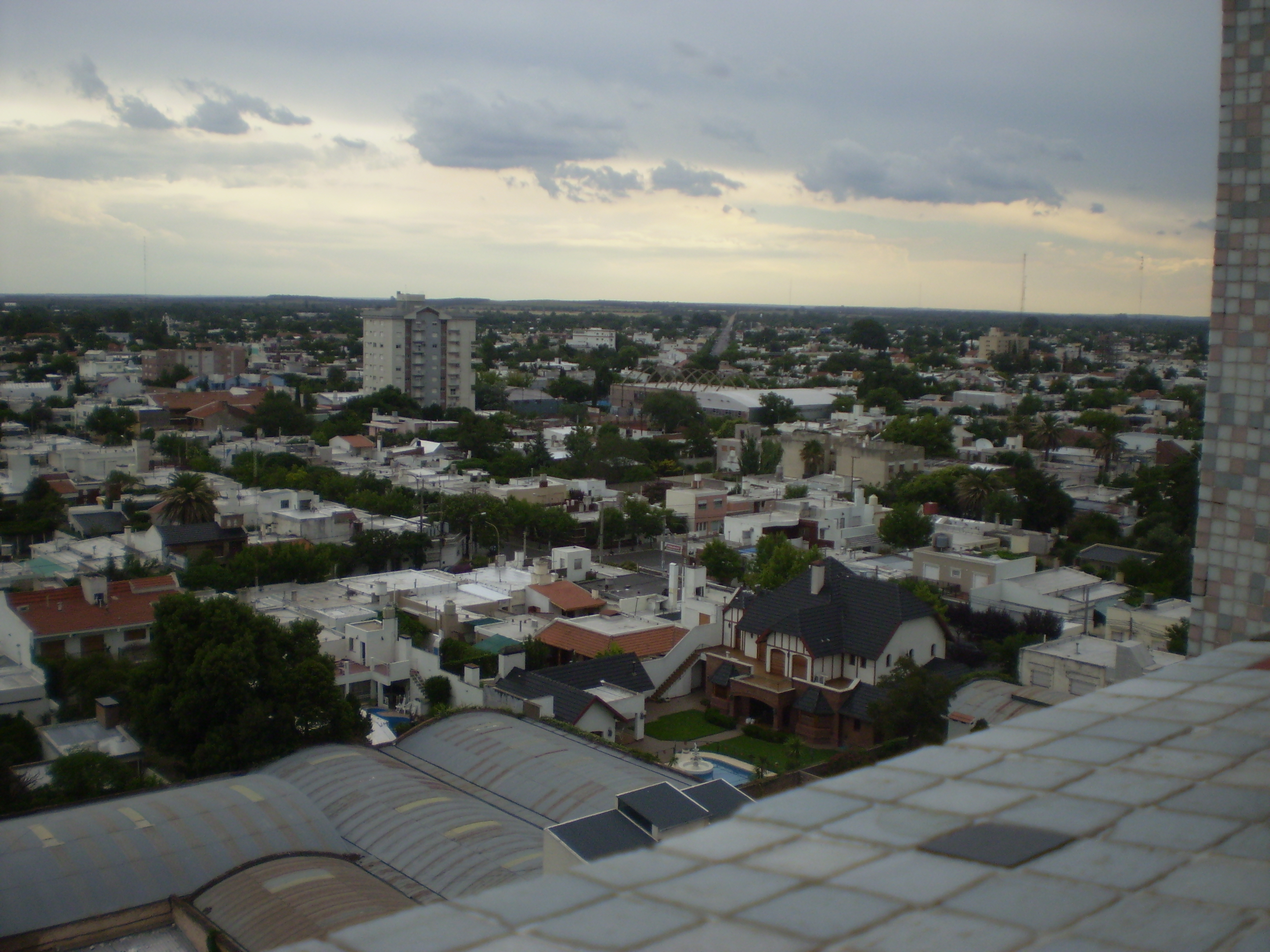
Vista parcial de la ciudad.

### Crecimiento demográfico
En materia demográfica, los sucesivos censos registraron del modo siguiente el crecimiento producido:
| Gráfica de evolución demográfica de Santa Rosa (La Pampa) entre 1914 y 2022 |
|                                                                             |

Según ese censo la población se compuso de 49.722 varones y 53.519 mujeres, lo que arrojó un índice de masculinidad del 92.91%. 
Las viviendas en tanto computaron de 28.656 a 41.919.
En el censo 2010 se contabilizaron 115.375 habitantes en el aglomerado Gran Santa Rosa.
Estas cifras posicionan al gran Santa Rosa en el tercer puesto dentro de la Patagonia Argentina después de Comodoro Rivadavia y de la ciudad de Neuquén, si es que la incluimos en la misma. A su vez en el censo del 2001 mantuvo su tercer lugar superando a San Carlos de Bariloche (102.339 habitantes contra 93.101 de Bariloche).
El censo nacional 2022 arrojó 116 083 habitantes y  52 817 viviendas. Esto la situó como el cuarto municipio de la Patagonia Argentina por debajo de Bariloche; incluso se vio superada por primera vez con su aglomerado por al rededor de 2000 habitantes frente a esta ciudad.

### Distribución de la población
En la actualidad, la población de la ciudad de Santa Rosa se organiza en torno a 63 barrios. Sin embargo, el ejido urbano se extiende hasta conectarse con la ciudad de Toay, formando lo que se conoce como el Gran Santa Rosa. El crecimiento real de Santa Rosa abarca una inmensa extensión traspasando su frontera departamental y adjudicándole a Toay una gran masa de población (crecimiento de Toay censo 2010 = 34%) se añade también el barrio Cuesta del Sur.

## Cultura

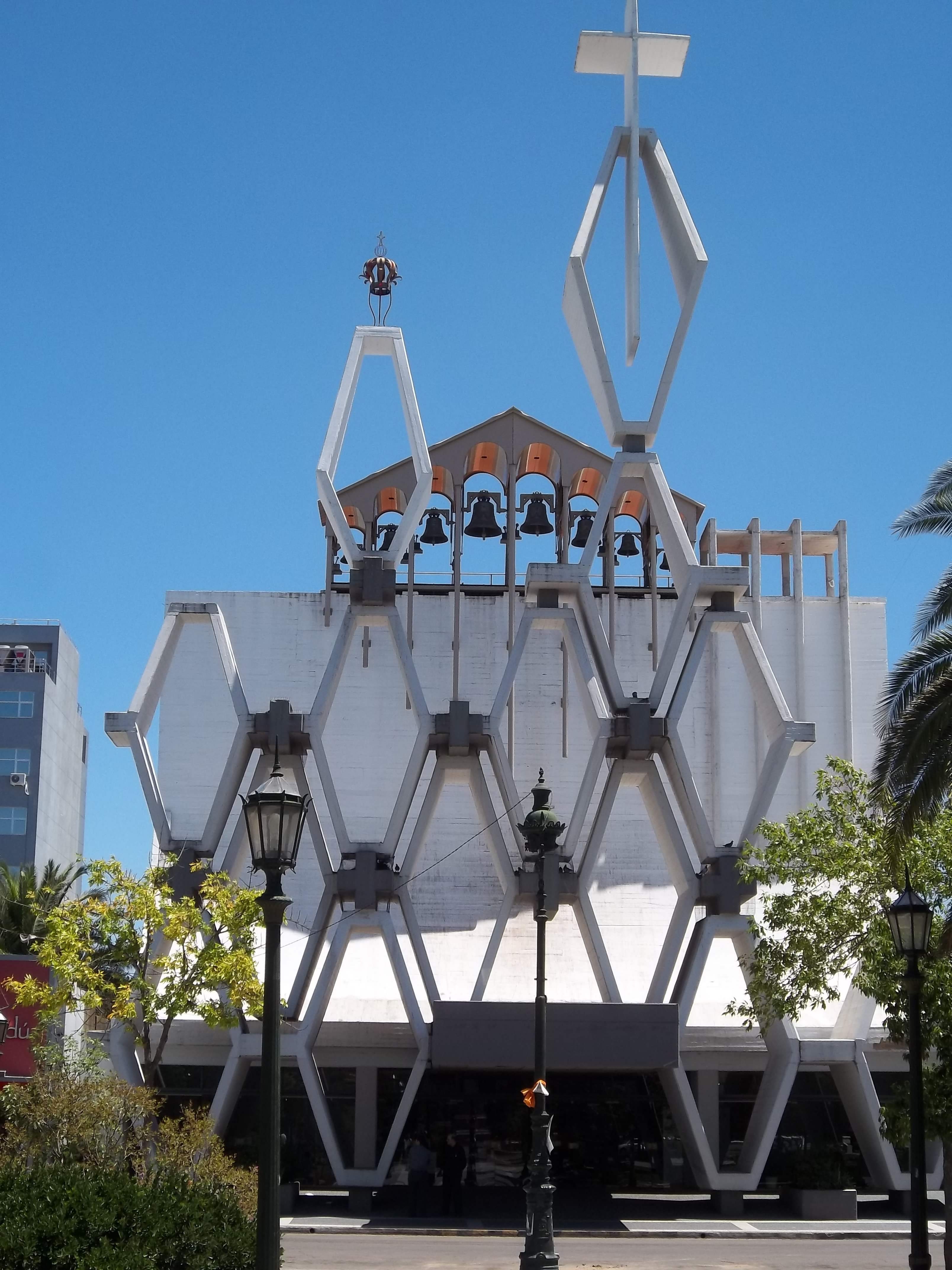
Catedral de Santa Rosa, luego de la restauración.

Santa Rosa es el principal centro cultural de la provincia. En ella se desarrollan la mayoría de los eventos culturales, siendo sus lugares más destacados:
- Centro Municipal de Cultura[40]
- Teatro Español[41]
- Museo Verde (pinacoteca)
- Alianza Francesa de Santa Rosa
- Museo Provincial de Cs. Naturales
- Teatro A.T.T.P. (Asociación Trabajadores del Teatro Pampeano)
- Cine Milenium
- Jake al Rey
- Parque Lineal

### Educación
La capital reúne la mayoría de los centros educativos más importantes de la provincia. Cabe mencionar que en ella se encuentra la primera escuela fundada en la ciudad (la Escuela N.º 1 "Domingo Faustino Sarmiento") así como la sede del Ministerio de la Educación. También se encuentra el rectorado de la Universidad Nacional de La Pampa, y las Facultades de Ciencias Exactas y Naturales, Ciencias Económicas y Jurídicas y una sede de Ciencias Humanas, y en un campus cercano, sito sobre la ruta nacional 35, la Facultad de Agronomía.
En lo que respecta a la educación pública, en la ciudad sobresalen la ya nombrada Escuela N.º 1, la Escuela Provincial de Educación Técnica N.º 1 (E.P.E.T. Nº1.), la Escuela Normal Superior Clemente J. Andrada, ex Julio A. Roca, el Colegio Nacional y el Colegio de la Universidad Nacional de La Pampa.

## Medios de comunicación

### Diarios
Santa Rosa cuenta con sus principales diarios:
- La Arena[42]
- El Diario de La Pampa[43]
- La Reforma
- Semanario Región

También hay diarios digitales como:
- Diario Textual[44]
- Data La Pampa
- DiarioNoticias
- Noticias Pampeanas
- Plan B
- Pampa Deportiva

### Radios AM/FM
- Capital (AM 1040 kHz/FM 102.5 MHz)
- Power (FM 103.7 MHz)
- Horizonte 103 (FM 103.1 MHz)
- Radio Nacional Santa Rosa (AM 730 kHz)
- Rancho (FM 90.9 MHz)
- Rivadavia Santa Rosa (FM 89.7 MHz)
- Antena 10 (AM 1130 kHz)
- La 100 Santa Rosa (FM 105.3 MHz)
- Continental Santa Rosa/Libertad (FM 97.5 MHz)
- La 96 (FM 95.5 MHz)
- Mitre Santa Rosa (FM 100.9 MHz)
- Contacto (FM 104.1 MHz)
- Rave (FM 94.1 MHz)
- Vorterix Santa Rosa (FM 96.7 MHz)
- Red Aleluya Santa Rosa (FM 99.9 MHz)
- Radio Noticias (FM 99.5 MHz)
- CNN Radio Santa Rosa (FM 100.5 MHz)
- La Red Santa Rosa (FM 92.9 MHz)
- Luz (FM 106.5 MHz)
- La Ruta (FM 95.7 MHz)
- Cadena 90 (FM 96.9 MHz)
- Emisora Pampeana (AM 890 kHz)
- La Full (FM 105.7 MHz)
- Radio Del Deporte (FM 90.1)
- Pop Santa Rosa (FM 93.3)

### Televisión
También hay señales de televisión de aire y por cable, entre ellos:
- Televisión Pública Pampeana[45]
- Canal 6 Comunitario[46]
- Somos La Pampa
- CPE TV Canal 2

### Cable Operadores
Actualmente en la ciudad posee diferentes empresas de  servicio de televisión por cable y de IPTV. En los cuales se destacan la Cooperativa Popular de Electricidad y Servicios Limitada (CPE), en su división de Telecomunicaciones, es el mayor con cantidad de abonados. Este servicio transmite de forma  es el único nativo de la ciudad, además esta Cablevision y la única satelital es Directv, todas estas operan de forma Digital como en Alta Definición.
Pero igual no es la única forma de  ver televisión, sino que estos mismos cableoperadores, te pueden ofrecer el sistema por internet, IPTV, el Sensa, el primera empresa mencionada en el párrafo anterior, Cablevision Flow, la segunda y la tercera, Directv Go, sin embargo no son las únicas, sino que también está Movistar TV

### Telefonía e Internet
Telefónica y la CPE Telecomunicaciones son las dos empresas que están ofreciendo la telefonía fija en Santa Rosa, mientras que  Movistar, Claro y Personal, son las prestadoras de la telefonía móvil. Por su parte el servicio de internet está siendo brindado por la CPENET y  Speddy, que son las líneas de fibra óptica más amplia en la ciudad, en tanto,Fibertel, es la de poco alcance dentro de la capital pampeana.

## Deportes

Recorrido oficial del Rally Dakar de 2012.

Los principales clubes de Santa Rosa son el Club Atlético Santa Rosa; el Club Atlético All Boys; el Club General Belgrano; y el Club Estudiantes, que completan el "cuarteto de clubes grandes " .Otros clubes son: Club Penales; Deportivo Matadero; Médanos Verdes; Sarmiento; La Barranca; Mac Allister; y San Martín.
También existen otros clubes dedicados a deportes específicos, como Santa Rosa Rugby Club; o de gran inserción barrial, como el Club centro Oeste; el Club Argentino; El Elyon; o El Prado Español.
El 3 y el 4 de enero de 2009 pasó por la ciudad, el Rally Dakar. El 3 de enero, llegó de Buenos Aires en forma de enlace; para partir el 4 rumbo hacia Puerto Madryn.
Lo mismo ocurrió el año 2010, en el cual el Rally Dakar llega a la ciudad el 15 de enero proveniente de San Rafael (Mendoza) y comienza la última etapa, el 16 de enero hasta llegar a la Ciudad de Buenos Aires. En 2012, llegó el rally el 2 de enero para comenzar la 3.° etapa del circuito hacia San Rafael (Mendoza), al día siguiente.

## Despliegue de las Fuerzas Armadas
| Unidades de la Guar Ej Santa Rosa                                     | Abreviatura   |
| --------------------------------------------------------------------- | ------------- |
| Comando de la X Brigada Mecanizada «Teniente General Nicolás Levalle» | Cdo Br Mec X  |
| Compañía de Ingenieros Mecanizada 10                                  | Ca Ing Mec 10 |
| Compañía de Comunicaciones Mecanizada 10                              | Ca Com Mec 10 |
| Compañía de Inteligencia 10                                           | Ca Icia 10    |